# Resolutie 531 Veiligheidsraad Verenigde Naties
Resolutie 531 van de Veiligheidsraad van de Verenigde Naties werd unaniem aangenomen op 26 mei 1983, en verlengde de UNDOF-waarnemingsmacht in de Golanhoogten met een half jaar.

## Achtergrond
Na de Jom Kipoeroorlog kwamen Syrië en Israël overeen de wapens neer te leggen. Een waarnemingsmacht van de Verenigde Naties moest op de uitvoering van de twee gesloten akkoorden toezien. Tijdens de oorlog bezette Israël de Golanhoogten, die het in 1981 annexeerde.

## Inhoud
De Veiligheidsraad:
- Heeft het rapport van secretaris-generaal Javier Pérez de Cuéllar over de waarnemingsmacht overwogen.
- Besluit:
a. De partijen op te roepen resolutie 338 (1973) onmiddellijk uit te voeren.
b. Het mandaat van de macht met zes maanden te verlengen, tot 30 november 1983.
c. De secretaris-generaal te vragen tegen die tijd te rapporteren over de ontwikkelingen.

## Verwante resoluties
- Resolutie 524 Veiligheidsraad Verenigde Naties
- Resolutie 529 Veiligheidsraad Verenigde Naties
- Resolutie 536 Veiligheidsraad Verenigde Naties
- Resolutie 538 Veiligheidsraad Verenigde Naties

Lijst ·  529 ·  530 ·  531 ·  532 ·  533 ·  534 ·  535 ·  536 ·  537 ·  538 ·  539 ·  540 ·  541 ·  542 ·  543 ·  544 ·  545